# Очеретин, Вадим Кузьмич
Вади́м Кузьми́ч Очеретин (6 июня 1921, Харбин, Китай — 2 апреля 1987, Свердловск, РСФСР, СССР) — русский советский писатель, репортёр, публицист, редактор, журналист. Член СП СССР (с 1953).

## Биография
Сын журналиста. С 1935 года жил во Владивостоке. В 1937 году его родители были репрессированы и В. Очеретин трудился на разных работах во Владивостоке, Иркутске, Кизеле, Свердловске, был маляром, грузчиком, чертежником, репортёром, артистом кукольного театра.
С 1939 года работал на прокатном стане Верх-Исетского завода.
Участник Великой Отечественной войны, гвардии старшина. В 1943 году добровольцем ушёл на фронт в составе Уральского добровольческого танкового корпуса. Автоматчиком танкового десанта прошёл от Орла до Берлина и Праги. Трижды был ранен.
Награждён двумя орденами Отечественной войны I степени (08.07.1945, 06.11.1985), орденами Красной Звезды (12.04.1944, 24.02.1945), Трудового Красного знамени, медалями «За отвагу» (11.08.1944), «За победу над Германией в Великой Отечественной войне 1941—1945 гг.».
Член КПСС с 1943 г.
После окончания войны поступил на отделение журналистики историко-филологического факультета Уральского госуниверситета, который окончил в 1948 году, в 1956 году — Высшие литературные курсы СП СССР.
Сотрудничал с газетой «Уральский рабочий», был членом редакции многотиражки завода Уралэлектротяжмаш, корреспондентом «Литературной газеты».
В 1958—1961 годах — главный редактор журнала «Уральский следопыт», с 1968 по 1980 год — журнала «Урал».

1984 год: Вадим Кузьмич Очеретин, как член Союза писателей СССР и член редакторского комитета журнала «Урал», участвовал в проведении экспертизы, итогом которой стал документ «Экспертиза по песням Александра Новикова», в котором были изложены рецензии к каждой песне с альбома «Вези меня, извозчик». По результатам этой экспертизы было решено, что:

«автор вышеупомянутых песен нуждается если не в психиатрической, то в тюремной изоляции наверняка».
Соавтором документа стали композитор Евгений Павлович Родыгин и представитель министерства культуры СССР Виктор Николаевич Олюнин.

## Творчество
Как прозаик дебютировал в 1950 году повестью «Я твой, Родина!» о мужестве уральцев в битвах с фашистами. Романы «Саламандра», «Сирена» и др. посвящены будням тружеников Урала.
Произведениям В. Очеретина присущи публицистичность, злободневность. Неоднократно выступал с публицистическими статьями и очерками в журналах «Урал», «Октябрь», «Огонёк», «Журналист», «Литературная учёба», «Русская речь» и других.
Семь раз избирался депутатом Свердловского областного совета, возглавлял комиссию культуры. Был членом ревизионной комиссии СП СССР, членом правления Свердловской областной писательской организации, редколлегии журнала «Октябрь», членом жюри Всесоюзного конкурса СП СССР и ВЦСПС на лучшую книгу о рабочем классе.
Книги писателя переведены на болгарский, венгерский, польский, румынский, чешский, китайский и другие языки.

## Избранные произведения
- Я твой, Родина! — М., 1950, 1951; Свердл., 1950, 1960, 1971;
- Первое дерзание: повесть. — Свердл., 1953, 1976; М., 1953;
- Саламандра: роман. — Свердл., 1959, 1966; М., 1961, 1964;
- Сирена: роман. — М., 1962, Киев, 1965;
- Ключ Упорова: повесть. — Свердл., 1976;
- Зеленое железо. Из историй Нила Подкорытова: повесть. — Свердл., 1980;
- Верен себе: роман. — М., 1985;
- Батальон «стрижей»: документ. повесть // Особые добровольческие. — М., 1988;
- Я твой, Родина! — Екат., 2005.

## Семья
Был женат на Очеретиной Ираиде Власовне (11.07.1925 — 16.05.2021).